# Distrito electoral O (Nebraska)
El distrito electoral O (en inglés: Precinct O) es un distrito electoral ubicado en el condado de Seward en el estado estadounidense de Nebraska. En el Censo de 2010 tenía una población de 2686 habitantes y una densidad poblacional de 28,79 personas por km².

## Geografía
El distrito electoral O se encuentra ubicado en las coordenadas 40°44′34″N 97°4′0″O / 40.74278, -97.06667. Según la Oficina del Censo de los Estados Unidos, el distrito electoral O tiene una superficie total de 93.3 km², de la cual 92.44 km² corresponden a tierra firme y (0.93%) 0.87 km² es agua.

## Demografía
Según el censo de 2010, había 2686 personas residiendo en el distrito electoral O. La densidad de población era de 28,79 hab./km². De los 2686 habitantes, el distrito electoral O estaba compuesto por el 97.28% blancos, el 0.22% eran afroamericanos, el 0.48% eran amerindios, el 0.22% eran asiáticos, el 0.6% eran de otras razas y el 1.19% pertenecían a dos o más razas. Del total de la población el 1.49% eran hispanos o latinos de cualquier raza.